# 어득해
어득해(魚得海, ? ~ 1467년)는 조선 전기의 무신, 정치인이다. 본관은 충주이며, 명장 어유소(魚有沼, 1434∼1489)의 아버지이다.

## 생애
1451년(문종 원년) 지태천군사(知泰川郡事)가 되어 북방에 파견되었으며, 1453년(단종 원년) 사복시윤(司僕寺尹)으로 재직 중 온성도호부사(穩城都護府使)로 나갔다.
1457년(세조 3) 5월 무과에 급제했으며, 6월 영월로 유배되는 단종을 첨지중추원사(僉知中樞院事)로서 호송하였다. 정난(靖難)의 공으로 원종공신 2등에 책록되었다.
1459년(세조 5) 경상좌도 처치사가 되고 이후 북방 여진족의 동향이 심상치 않자 이를 제어하기 위하여 강원·함경도체찰사로 부임하는 한명회의 막하로 종성에 주둔하였다가 다시 평안도절제사로 부임하였다. 북방 여진족의 침노가 수습되자 다시 첨지중추원사로 복귀하여 서울로 돌아왔다.
1467년(세조 13) 졸했다.

## 평가
그는 세조의 가장 친애하는 무신으로 특히 활쏘기에 능하여 자주 세조를 모시고 시사(侍射)하였고, 세조 때 북방 방어의 핵심이 되었다. 그의 아들 어유소가 북방 야인의 침탈을 제어하며, 명궁으로 이름을 떨쳤다.

## 가족 관계
- 아버지 : 어수혼(魚守渾) - 전부장(前部將)
  - 동생 : 어득황(魚得滉)
    - 아들 : 어유소(魚

有沼, 1434∼1489)